# شهرستان یمتلاند
شهرستان یمتلاند (به سوئدی: Jämtlands län) یکی از شهرستان‌های کشور سوئد است.

## جغرافیا
در میانه این کشور واقع شده است که از سرزمین‌های یمتلاند و هریدالن و همچنین بخش‌هایی از هلسینگلاند و انگرمانلاند و قطعات کوچکی از لاپلاند و دالارنا تشکیل شده است.
یمتلاند با در اختیار داشتن ۱۲ درصد از خاک کشور سوئد (۴۹٫۴۴۳ کیلومتر مربع) سومین شهرستان بزرگ این کشور می‌باشد.
مرکز این شهرستان شهر اوسترسوند می‌باشد.
همچنین با شهرستان‌های گولبوری، وسترنورلاند، وستربوتن و کشور نروژ مرز مشترک دارد.

## شهرها
| - Berg - Bräcke - Härjedalen - Krokom | - Ragunda - Strömsund - Åre - Östersund |  |